# بیلگون آریونباتار
بیلگون آریونباتار (مغولی: Ариунбаатарын Билгүүн؛ ‏لهستانی: Bilguun Ariunbaatar؛ زادهٔ ۳۱ ژانویهٔ ۱۹۸۷) مجری تلویزیون، روزنامه‌نگار، بازیگر و خواننده اهل لهستان است. وی از سال ۲۰۱۰ میلادی تاکنون مشغول فعالیت بوده‌است. 
او در اولان‌باتور در جمهوری خلق مغولستان زاده شد و در سن ۹ سالگی به همراه پدر و مادرش که هر دو پزشک بودند، به لهستان مهاجرت کرده و شهروند این کشور شدند.  او به مدت دو سال در دانشگاه پزشکی ورشو درس خواند و سپس ترک تحصیل کرد. سپس در یکی از دانشگاه‌های خصوصی در ورشو در زمینه تبلیغات و بازاریابی تحصیل کرد و از آنجا با مدرک لیسانس فارغ‌التحصیل شد. او در سال ۲۰۱۵ به همراه ماتئوش باناشوک و دو هنرمند دیگر گروه راک «لاوینا» را بنیان نهاد. او از اختلال افسردگی عمده رنج می‌برد.